# Pane casareccio di Genzano
Pane casareccio di Genzano (IGP) è un prodotto di panetteria a Indicazione geografica protetta.

## Descrizione del prodotto
È ottenuto da farina di ottima qualità di tipo 0 o 00, lievito naturale, sale, acqua e cruschello di grano. Il prodotto finito, estremamente leggero, si presenta nella classica forma a pagnotta tonda o in filone, con crosta scura e fine, mollica soffice e fortemente occhiata, dal profumo di cereale.

## Zona di produzione
La zona di produzione è limitata al territorio del comune di Genzano di Roma , in Provincia di Roma, nella regione Lazio.

## Caratteristiche del prodotto
Il prodotto ha le seguenti caratteristiche:
- peso da 0,5 a 2,5 kg;
- crosta di colore scuro, dallo spessore di circa 3 mm;
- mollica di colore bianco-avorio;
- profumo che ricorda quello dei cereali genuini e dei granai;
- sapore sapido;
- tasso di umidità non superiore al 33,7%;
- peso specifico pari a 0,23 kg/dm3.

A seconda della forma si possono distinguere le seguenti tipologie, così come immesse in commercio:
- Filone: rotondo e lungo.
- Pagnotta: con “baciature” evidenti ai lati.

## Etichettatura
Ogni pagnotta deve riportare sempre il bollino identificativo sul quale si trovano le seguenti indicazioni:
- Pane casareccio di Genzano - Indicazione geografica protetta
- Garantito dal Mi.P.A.A.F. ai sensi dell'Art. 10 del Reg. CE 510/2006
- Il codice del produttore autorizzato
- Il numero progressivo di produzione.
- Il logo comunitario dei prodotti IGP

Il bollino identificativo viene applicato sulla forma prima che questa venga infornata, quindi non è necessario utilizzare alcuna sostanza collante in quanto è la pasta fresca e appiccicosa a garantirne l'adesione.

## Legislazione
L'Indicazione Geografica Protetta pane casareccio di Genzano ha ottenuto la registrazione europea con Regolamento CE n. 2325/97 (pubblicato sulla GUCE L 322/97 del 25/11/1997).

## Storia
Proviene dalla tradizione rurale del territorio di produzione; proprio nel comune della provincia di Roma il prodotto veniva lavorato e cotto in speciali forni a legna chiamati “soccie”.
Fin dall'antichità era compito delle donne che abitavano nei borghi, preparare e portare il pane a cuocere nelle strutture pubbliche.
Una volta inserite in forno le pagnotte, le lavoratrici lasciavano impressi sulla superficie segni particolari e ben riconoscibili, per distinguere i propri pani da quelli delle altre donne.
Testimonianze storiche riportano inoltre che già attorno 1600 era diffusa la cultura del pane, tanto che il principe Cesarini Sforza, accanto al cui palazzo sorgeva il borgo, lo offrì in dono al Papa. 
Apprezzato già agli inizi del XX secolo, è solo dagli anni Quaranta che il prodotto ha visto ampliare le proprie prospettive, grazie all'introduzione delle impastatrici e dei forni elettrici che hanno alleviato, nel tempo, le fatiche dei fornai.
Il pane di Genzano ha così iniziato a registrare consensi prima presso gli abitanti di Roma, dove veniva trasportato di notte e venduto il giorno successivo nei panifici locali, e poi anche al di là dei confini regionali. I motivi della particolarità del prodotto si devono però in larga parte all'impiego di strumenti che fanno parte della tradizione locale ed alle procedure di lavorazione tramandate di generazione in generazione.

## Metodo di produzione
Il pane è ottenuto attraverso le seguenti fasi di produzione:
- Preparazione del lievito madre - è l'unico metodo che permette di ottenere un lievito naturale contenente batteri lattici ed acetici garantendo così caratteristiche uniche di conservabilità ed elasticità. Si prepara a partire da un impasto di acqua e farina, rinnovato quotidianamente. Le dosi devono essere proporzionali alla quantità di impasto.
- Impasto - viene preparata la biga, un preimpasto ottenuto tramite la miscela di acqua, farina e lievito. L'operazione dura circa 20 minuti, anche se il tempo necessario per tale fase può variare a seconda del quantitativo di preparato da lavorare. Per l'impasto di una dose pari ad 1 quintale di farina di tipo 0 o 00, vanno aggiunti: 2 kg di sale, 1,5 kg di lievito naturale e 70 l di acqua circa.
- Lievitazione - dura circa 1 ora, tempo durante il quale l'impasto raggiunge il punto ottimale di lievitazione, anche se spesso è il fornaio stesso a decidere se il preparato è pronto o meno per essere spianato.
- Modellatura - l'impasto viene spianato e modellato per formare le caratteristiche pagnotte o i filoni, che vengono collocati all'interno di apposite casse di legno. Qui gli impasti vengono sistemati in teli di canapa e spolverati con cruschello o tritello, che conferiscono al prodotto il caratteristico colore scuro della crosta.
- Seconda lievitazione - A questo punto il pane deve essere sottoposto ad una seconda fase di lievitazione che dura circa 40 minuti. Le casse contenenti il prodotto non ancora pronto devono, in questa fase, essere sistemate in un ambiente caldo con una temperatura idonea alla lievitazione.
- Cottura - può venire cotto sia in forni a legna sia in forni ad alimentazione diversa. La temperatura del forno deve essere compresa tra i 280 ed i 320 °C al fine di permettere al prodotto di raggiungere al suo interno una temperatura di cottura compresa tra i 94 ed i 96 °C ottenendo così una cottura completamente uniforme e consente il formarsi di una crosta di circa 3 mm di spessore. Proprio la conformazione di questa parte più superficiale del pane, consente alla mollica del prodotto di rimanere spugnosa e soffice, con fori o alveoli irregolari e non eccessivamente grandi; a seconda delle dimensioni delle pagnotte e dei filoni, la fase di cottura può durare dai 35 minuti fino ad 1 ora.